# Lijst van nummer 1-hits in de UK Singles Chart in 2016
Deze hits stonden in 2016 op nummer 1 in de UK Singles Chart:
| Nummer | Datum        | Artiest                              | Titel                               |
| ------ | ------------ | ------------------------------------ | ----------------------------------- |
| 1307   | 1 januari    | Justin Bieber                        | Love Yourself                       |
|        | 8 januari    | Justin Bieber                        | Love Yourself                       |
|        | 15 januari   | Justin Bieber                        | Love Yourself                       |
| 1309   | 22 januari   | Shawn Mendes                         | Stitches                            |
|        | 29 januari   | Shawn Mendes                         | Stitches                            |
| 1310   | 5 februari   | Zayn                                 | Pillowtalk                          |
| 1311   | 12 februari  | Lukas Graham                         | 7 Years                             |
|        | 19 februari  | Lukas Graham                         | 7 Years                             |
|        | 26 februari  | Lukas Graham                         | 7 Years                             |
|        | 4 maart      | Lukas Graham                         | 7 Years                             |
|        | 11 maart     | Lukas Graham                         | 7 Years                             |
| 1312   | 18 maart     | Mike Posner                          | I Took a Pill in Ibiza (SeeB Remix) |
|        | 25 maart     | Mike Posner                          | I Took a Pill in Ibiza (SeeB Remix) |
|        | 1 april      | Mike Posner                          | I Took a Pill in Ibiza (SeeB Remix) |
|        | 8 april      | Mike Posner                          | I Took a Pill in Ibiza (SeeB Remix) |
| 1313   | 15 april     | Drake, Wizkid & Kyla                 | One Dance                           |
|        | 22 april     | Drake, Wizkid & Kyla                 | One Dance                           |
|        | 29 april     | Drake, Wizkid & Kyla                 | One Dance                           |
|        | 6 mei        | Drake, Wizkid & Kyla                 | One Dance                           |
|        | 13 mei       | Drake, Wizkid & Kyla                 | One Dance                           |
|        | 20 mei       | Drake, Wizkid & Kyla                 | One Dance                           |
|        | 27 mei       | Drake, Wizkid & Kyla                 | One Dance                           |
|        | 3 juni       | Drake, Wizkid & Kyla                 | One Dance                           |
|        | 10 juni      | Drake, Wizkid & Kyla                 | One Dance                           |
|        | 17 juni      | Drake, Wizkid & Kyla                 | One Dance                           |
|        | 24 juni      | Drake, Wizkid & Kyla                 | One Dance                           |
|        | 1 juli       | Drake, Wizkid & Kyla                 | One Dance                           |
|        | 8 juli       | Drake, Wizkid & Kyla                 | One Dance                           |
|        | 15 juli      | Drake, Wizkid & Kyla                 | One Dance                           |
|        | 22 juli      | Drake, Wizkid & Kyla                 | One Dance                           |
| 1314   | 29 juli      | Major Lazer, Justin Bieber & MØ      | Cold Water                          |
|        | 5 augustus   | Major Lazer, Justin Bieber & MØ      | Cold Water                          |
|        | 12 augustus  | Major Lazer, Justin Bieber & MØ      | Cold Water                          |
|        | 19 augustus  | Major Lazer, Justin Bieber & MØ      | Cold Water                          |
|        | 26 augustus  | Major Lazer, Justin Bieber & MØ      | Cold Water                          |
| 1315   | 2 september  | The Chainsmokers & Halsey            | Closer                              |
|        | 9 september  | The Chainsmokers & Halsey            | Closer                              |
|        | 16 september | The Chainsmokers & Halsey            | Closer                              |
|        | 23 september | The Chainsmokers & Halsey            | Closer                              |
| 1316   | 30 september | James Arthur                         | Say You Won't Let Go                |
|        | 7 oktober    | James Arthur                         | Say You Won't Let Go                |
|        | 14 oktober   | James Arthur                         | Say You Won't Let Go                |
| 1317   | 21 oktober   | Little Mix                           | Shout Out to My Ex                  |
|        | 28 oktober   | Little Mix                           | Shout Out to My Ex                  |
|        | 4 november   | Little Mix                           | Shout Out to My Ex                  |
| 1318   | 11 november  | Clean Bandit, Sean Paul & Anne-Marie | Rockabye                            |
|        | 18 november  | Clean Bandit, Sean Paul & Anne-Marie | Rockabye                            |
|        | 25 november  | Clean Bandit, Sean Paul & Anne-Marie | Rockabye                            |
|        | 2 december   | Clean Bandit, Sean Paul & Anne-Marie | Rockabye                            |
|        | 9 december   | Clean Bandit, Sean Paul & Anne-Marie | Rockabye                            |
|        | 16 december  | Clean Bandit, Sean Paul & Anne-Marie | Rockabye                            |
|        | 23 december  | Clean Bandit, Sean Paul & Anne-Marie | Rockabye                            |
|        | 30 december  | Clean Bandit, Sean Paul & Anne-Marie | Rockabye                            |